# Carl Thämer
Carl Thämer (auch: Karl Thämer; * 16. Juni 1851 in Altona; † 8. April 1926) war ein deutscher Maschinenbauingenieur.

## Leben
Carl Thämer war der Sohn eines Kaufmanns. Nach dem Schulbesuch in Altona arbeitete er in den Jahren 1867 und 1868 praktisch in einer Altonaer Maschinenfabrik. Als Einjährig-Freiwilliger trat er in die Marine ein und nahm auf der Kronprinz am Deutsch-Französischen Krieg teil. Im Anschluss studierte Thämer in Hannover.
Im Mai 1877 wurde er Maschinenbauingenieur-Aspirant der Kaiserlichen Marine. Bereits kurze Zeit später wurde er zum Unteringenieur ernannt. Weitere Beförderungsstufen waren 1885 Ingenieur, Maschinenbaumeister, 1899 Baurat, 1900 Oberbaurat und 1904 Geheimer Baurat und Maschinenbaudirektor.
Bis 1900 gehörte Thämer der Kaiserlichen Werft Wilhelmshaven an. Danach war er bis 1906 Mitarbeiter des Reichsmarineamts. Von 1906 bis 1918 war er Maschinenbaudirektor der Kaiserlichen Werft Danzig. Im Februar 1918 wurde er Wirklicher Geheimer Marinebaurat mit dem persönlichen Rang eines Kontreadmirals. Einen Monat später trat er in den Ruhestand. Sein Arbeitsschwerpunkt war der Neubau von Kriegsschiffen.
Thämer starb im April 1926 an den Folgen eines Schlaganfalls. Er war Mitglied der Schiffbautechnischen Gesellschaft.